# 五和镇
五和镇，是中华人民共和国广东省肇庆市广宁县下辖的一个乡镇级行政单位。

## 行政区划
五和镇下辖以下地区：
五和社区、下源村、江布村、庄源村、镇源村、横岗村和村心村。